# 売春婦の権利のための世界憲章

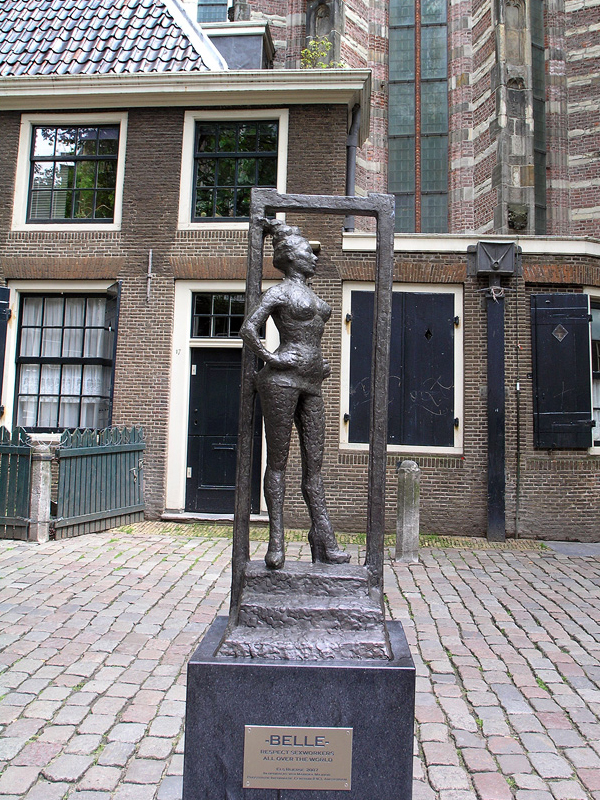
アムステルダムの売春街デ・ワレンにある、旧教会の前に建つ銅像「ベル」。 2007年3月に「世界中のセックスワーカーを尊重する」（Respect sex workers all over the world）という碑文が刻まれた。

売春婦の権利のための世界憲章（ばいしゅんふのけんりのためのせかいけんしょう、World Charter for Prostitutes' Rights）は、世界中の売春婦の権利を保護するために1985年に採択された権利宣言。これは、売春婦の権利のための国際委員会（ICPR）によって採択された。 

## 憲章
自発的売春と強制売春の区別は、全ての売春を虐待と見なしたフェミニストやその他の人々に反論するセックスワーカーの権利運動によって発展した。売春婦の権利のための世界憲章は、「個人の決定に生起する成人の売春の全面」の非犯罪化を求めている。世界憲章はまた、売春婦は表現、旅行、移民、仕事、結婚、子供を持つこと、失業保険、健康保険、居住権を含む「全ての人権と市民としての自由」を保障されるべきであると述べている。更に、世界憲章は、売春の体系的なゾーニングを課す法律の廃止を含む「労働基準」の保護を求めており、売春婦が自身の職場と居住地を選択する自由を持つことや「自分たちだけが決めた条件でサービスを提供できるようにすること」を求めている。世界憲章はまた、売春婦が「他の独立した請負業者や従業員と同じ基準で」通常の税金を支払い、それらの税金に応じて同じ利益が還元されることを求めている。
UPI通信社は、世界憲章の採択を発表した記事で「身元を保護するためにエキゾチックなマスクを付けている人もいるが、世界最古の職業の女性たちは、金曜日に世界初の国際売春婦会議で、女性を犯罪者のように扱うのをやめるよう訴えた」と報告した。 

## 人権アプローチの発展
2003年、『ヒューマニスト』の記者は、世界憲章が「世界中の人権団体によって使用されるテンプレート」になったと述べた。 